# Opel Kadett
La Opel Kadett è un'automobile del segmento C prodotta in più serie dalla casa automobilistica tedesca Opel dal 1936 al 1940 e dal 1962 al 1991.

## Storia
La prima generazione della Kadett venne presentata alla fine del 1935 e commercializzata a partire dall'anno seguente. La vettura nacque per sostituire la Opel P4 che comunque sarebbe rimasta in listino ancora per circa un anno. La prima Kadett degli anni '30 del XX secolo viene spesso indicata con il numero romano "I", ad indicare che è stata la prima Kadett in assoluto. La vettura montava un motore da 1,1 litri e venne prodotta fino al 1940, dopodiché, per lungo tempo, non vi furono più modelli di fascia medio-bassa nel listino Opel. Solo alla fine degli anni '50 la Casa di Rüsselsheim cominciò a proporre un modello di fascia più bassa rispetto alla pur apprezzata Rekord, e cioè la Opel 1200, ossia una Rekord con motore di cilindrata ridotta ad appena 1,2 litri. Compito della 1200 fu quello di fare da cuscinetto in attesa di un vero e proprio modello compatto per il quale, proprio a fine anni ’50, era stato avviato il relativo progetto. Tale progetto si concretizzò nel 1962, quando venne svelata la nuova generazione della Kadett, indicata stavolta con la lettera A, un metodo per indicare le varie generazioni di un modello che viene usato ancora oggigiorno e che nel caso della Kadett sta ad indicare la prima generazione delle Kadett moderne.
La Kadett A durò solo tre anni, poiché già nel 1965 venne lanciata la Kadett B, più slanciata ed elegante, sebbene stilisticamente molto affine al primo modello. Questa seconda generazione venne declinata anche in versione superaccessoriata e motoristicamente più potente, la Olympia A, con cui si voleva colmare il vuoto compreso fra la Kadett stessa e la ben più impegnativa Rekord. Tale modello farà da precursore alle successive generazioni della Ascona. Il 1973 vide l'arrivo della terza generazione, molto apprezzata anche in ambito sportivo, dove brillò fra gli altri anche un certo Walter Röhrl. Anche in questo caso, dalla Kadett C venne derivato un modello più compatto, denominato Kadett City e che anche in questo caso avrebbe preparato il cammino alle piccole Corsa che avrebbero debuttato nel 1982. Intanto, nel 1979 venne invece lanciata la quarta generazione delle Kadett moderne, rivoluzionaria in quanto si trattava della prima Kadett a trazione anteriore, e nel 1984 la quinta ed ultima generazione, proposta anche con carrozzeria cabriolet. 
Nel 1991 la Kadett venne sostituita da un nuovo modello denominato Astra per uniformarsi con le denominazioni dei modelli prodotti in Regno Unito con il marchio Vauxhall.

## Le serie
La gamma della Opel Kadett si è snodata attraverso sei generazioni. Di seguito viene fornita una panoramica di queste generazioni della compatta tedesca.
| Kadett I  | Kadett A  | Kadett B  | Kadett C  | Kadett D  | Kadett E  |
| --------- | --------- | --------- | --------- | --------- | --------- |
|           |           |           |           |           |           |
|           |           |           |           |           |           |
|           |           |           |           |           |           |
|           |           |           |           |           |           |
|           |           |           |           |           |           |
| 1936–1940 | 1962–1965 | 1965–1973 | 1973–1979 | 1979–1984 | 1984–1991 |